# بايا ولفغرام
بايا وللإغرام (بالإنجليزية: Paea Wolfgramm)‏ (مواليد 1 ديسمبر 1969) هو ملاكم تونغي، مثّل بلاده في الألعاب الأولمبية الصيفية 1996 وحقق الميدالية الفضية في فئة الوزن الثقيل السوبر.

## روابط خارجية
بايا ولفغرام على موقع بوكس ريك (الإنجليزية) (registration required)
- بايا ولفغرام على موقع اللجنة الأولمبية الدولية (الإنجليزية)
- بايا ولفغرام على موقع أوليمبيديا (الإنجليزية)
- بايا ولفغرام على موقع اتحاد ألعاب الكومنولث (مؤرشف) (الإنجليزية)